# Того на Чемпіонаті світу з водних видів спорту 2015
Того взяла участь у Чемпіонаті світу з водних видів спорту 2015, який пройшов у Казані (Росія) від 24 липня до 9 серпня.

## Плавання
Плавці Того виконали кваліфікаційні нормативи в дисциплінах, які наведено в таблиці (не більш як 2 плавці на одну дисципліну за часом нормативу A, і не більш як 1 плавець на одну дисципліну за часом нормативу B):
Чоловіки
| Спортсмен     | Дисципліна          | Попередній заплив | Попередній заплив | Півфінал        | Півфінал        | Фінал           | Фінал           |
| Спортсмен     | Дисципліна          | Час               | Місце             | Час             | Місце           | Час             | Місце           |
| ------------- | ------------------- | ----------------- | ----------------- | --------------- | --------------- | --------------- | --------------- |
| Емерік Кпегба | 50 м вільним стилем | 28.29             | 106               | Завершив виступ | Завершив виступ | Завершив виступ | Завершив виступ |

Жінки
| Спортсменка | Дисципліна          | Попередній заплив | Попередній заплив | Півфінал         | Півфінал         | Фінал            | Фінал            |
| Спортсменка | Дисципліна          | Час               | Місце             | Час              | Місце            | Час              | Місце            |
| ----------- | ------------------- | ----------------- | ----------------- | ---------------- | ---------------- | ---------------- | ---------------- |
| Адзо Кпоссі | 50 м вільним стилем | 34.46             | 103               | Завершила виступ | Завершила виступ | Завершила виступ | Завершила виступ |